# System/36

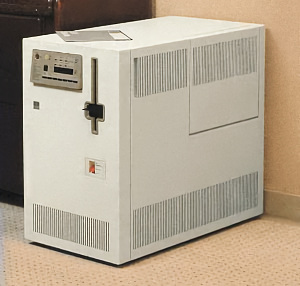
IBM 5362

System/36 – wielostanowiskowy, wielozadaniowy minikomputer firmy IBM wprowadzony na rynek w 1983 r., który zastąpił System/34 - napisane dla System/34 aplikacje musiały być zrekompilowane. Maszyna obsługiwała do kilkudziesięciu terminali.
System/36 został wraz z System/38 zastąpiony przez AS/400. Aplikacje napisane w System/36 mogły być uruchamiane na AS/400 w symulowanym środowisku System/36, zaś aplikacje System/38 funkcjonowały bez zmian w AS/400.